# Ko Bongisa Mutu
 (octobre 2012).
Pour plus de détails, voir Fiche technique et Distribution.
Ko Bongisa Mutu est un film documentaire congolais réalisé en 2002.

## Synopsis
Harcelée par le stress parisien, une jeune métisse du Congo-Kinshasa se réfugie dans un salon de coiffure africain de Strasbourg-Saint-Denis, un quartier de Paris où se sont installés de nombreux coiffeurs venus d’Afrique. Elle y passe une journée agréable à observer les clients se faire coiffer, manger, chanter, et même danser. Elle y retrouve des souvenirs d'enfance et une certaine sérénité.

## Fiche technique
- Réalisation : Claude Haffner
- Image : Mahongue Mbait Jongue, Nicolas Conan, Claude Haffner
- Montage : Chantal Piquet
- Son : Charlotte Ricordeau